# ニュー・アトランティス
『ニュー・アトランティス』は、イングランド近世（ルネサンス期）のキリスト教神学者、哲学者、法律家フランシス・ベーコンによるユートピア小説で、未完の遺稿。1627年に "New Atlantis" として英語で出版された。この著書に出てくる架空の島の名はベンサレム（Bensalem）、理想の学問の府が「ソロモンの館」（Salomon's House) である。ベーコンはここで、科学技術の発達したユートピア世界と理想の国家を描いている。この著作は未完のまま、ベーコンの死後に出版された。ハーバード・クラシクスの第3巻に収められている。

## あらすじ
ペルーから船出した「われわれ」一行は、日本、中国を目指すが風に恵まれず、進退きわまっていた。そんな時にようやく未知の島「ベンサレム」にたどり着く。ここは「われわれ」と同じキリスト教徒の国であり、一行は異国人のための館に案内され手厚くもてなされると、この国の歴史や社会制度、慣習、「ソロモンの館」という学究機関の話などを聞く。それは科学技術の発達した理想郷のような世界であった。

## 日本語訳
※主な日本語訳は以下。OPACなどで確認できた訳書を挙げる。
- 中橋一夫 訳『ニュ・アトランチス』 日本評論社（世界古典文庫）1948年
- 中野好夫 訳『ニユー・アトランティス』 思索社（思索選書）1948年
- 成田成寿 訳「ニュー・アトランティス」-『世界の名著20 ベーコン』（中央公論社 1970年）に所収
- 川西進 訳『ニュー・アトランティス』 岩波文庫 2003年